# Іщенко Євген Станіславович
Євген Станіславович Іщенко (31 січня 1966 , Первомайськ, Луганська область  — 23 січня 2015 , Первомайськ, Луганська область ) — проросійський сепаратист, учасник формувань невизнаної республіки ЛНР. Один із лідерів групи «31-й козачий округ Війська Донського». 2 грудня 2014 р. «голова республіки» Плотницький призначив його «мером» м. Первомайська. Був вбитий 2015 р.

## Біографія
Народився 31 січня 1966 року у місті Первомайську Луганської області. З 1981 р. по 1983 р. — навчався у професійно-технічному училищі № 84 міста Первомайська за спеціальністю «Підземний електрослюсар», а з 1983 р. по 1984 р. — у школі робітничої молоді. Військову службу проходив у Туркменії, у танкових військах Радянської армії, був командиром танка Т-62, старшина.
З 1986 р. Іщенко працював у вугільній галузі. 1998-го виїхав на заробітки до Росії і там був засуджений за кримінальний злочин. Потім працював прохідником 5 розряду на шахті «Північна» міста Воркута. Не доопрацював до пенсії півроку, з початком сепаратистських виступів 2014 р. повернувся до рідного міста.
У липні воював у складі так званого 1-го Козачого полку ім. Платова, мав позивний «Малюк». Вивіз до Росії своїх батьків, які влаштувалися у Воронежі, а також вагітну дружину Ольгу у Ростов (після народження доньки вона повернулася).
У вересні 2014 року за погодженням з Козициним був призначений військовим комендантом і так званим «народним мером» Первомайська (замість Б. Бабія, який виїхав до Росії за «гуманітарною допомогою»). 2 грудня 2014 року Ігор Плотницький затвердив коменданта Первомайська Іщенка на посаді в. о. мера міста.
Іщенко був послідовним противником Мінських угод, які, на його думку, були вигідними насамперед для України. Разом з іншим ватажком сепаратистів, П. Л. Дрьомовим, на камеру пригрозив Плотницькому, що може повернути проти того зброю.
Пізніше після особистого спілкування з І. Плотницьким почав «конструктивну співпрацю» з ним.
Загинув 23 січня 2015 року під час обстрілу автомобіля невідомими особами на трасі Первомайськ-Лисичанськ, у бік м. Горське, за 1 км від повороту на селище Родина. Того дня він особисто зустрічав «гуманітарний вантаж» із Росії. Разом із ним загинули ще троє волонтерів із Росії.
Після смерті Іщенка його вдова очолила окупаційну «адміністрацію» м. Первомайськ.